# Alternanthera asterotricha
Alternanthera asterotricha là loài thực vật có hoa thuộc họ Dền. Loài này được Uline mô tả khoa học đầu tiên năm 1899.